# John de Gray
John de Gray (Norfolk, XII secolo – Poitou, 18 ottobre 1214) è stato un vescovo cattolico inglese.
Fu al servizio di Giovanni d'Inghilterra ancora prima che egli salisse al trono, il che gli fruttò diverse ricompense in termini di benefici ecclesiastici, che culminarono con l'elezione a vescovo.
John de Gray continuò a seguire gli affari di Giovanni anche dopo la sua consacrazione, raccogliendo soldi per il re o partecipando a missioni diplomatiche. Ottenne la carica di arcivescovo, che però non riuscì a mantenere, giacché papa Innocenzo III lo destituì appena un anno dopo, nel 1206.
Al suo posto il papa volle Stephen Langton che invece a Giovanni era inviso, questo generò una violenta diatriba fra il sovrano e il pontefice che si tradusse da una parte con pesantissimi prelievi fiscali sulla Chiesa da parte della corona e con la scomunica e l'interdetto da parte della Santa Sede.
Al culmine della contesa John de Gray era uno dei due vescovi che ancora potevano esercitare il loro ministero in Inghilterra e che non fossero o in esilio o morti.
Nel 1209 John de Gray andò a governare l'Irlanda per conto di Giovanni e vi rimase fino al 1213 tentando di imporre l'autorità regia sugli irlandesi e sui baroni anglo-normanni.
Nel 1213 venne richiamato in patria per fronteggiare la minaccia di una possibile invasione da parte della Francia e venne spedito a Roma con la missione di ottenere il perdono papale per la lite che era nata circa la sua elezione ad arcivescovo. Il papa gli concesse il perdono e lo nominò vescovo di Durham, ma purtroppo John de Gray morì sulla via del ritorno.
John de Gray costruì diversi palazzi nelle sue diocesi e altrettanti castelli in Irlanda. Era malvisto dai suoi contemporanei, ma gli storici moderni sono più indulgenti, focalizzandosi sulla sua intelligenza e sul fatto che fu uno dei pochi che ebbe la fiducia del re per tutta la vita.

## L'uomo al servizio di re Giovanni
Si crede che John de Gray fosse nativo del Norfolk ed è plausibile che egli discenda dal cavaliere normanno Anchetil de Grey che venne in Inghilterra al seguito di Guglielmo il Conquistatore ed era lo zio di Walter de Gray (morto il 1º maggio 1255) che divenne arcivescovo di York poco dopo la sua morte, negli anni precedenti l'interessamento di John de Gray e il pagamento di una cospicua somma di denaro gli aveva permesso di diventare cancelliere.
John era al servizio di Giovanni d'Inghilterra già dal 1196 e vi rimase anche dopo la sua ascesa al trono nel 1199 e nell'anno seguente, nel mese di marzo divenne arcidiacono di Cleveland e in aprile arcidiacono di Gloucester. John servì anche da segretario per Giovanni ed anche come sostituto del Lord Cancelliere Hubert Walter. Subito dopo l'incoronazione di Giovanni, John de Gray andò diverse volte sul continente per sbrigare diversi affari per conto del re.
Il 7 settembre 1200 John de Gray fu eletto vescovo di Norwich, anche se i contemporanei, come lo scrittore Ruggero di Hoveden, rilevarono che tale elezione fu solamente un pro forma, dato che era noto che tale carica era stata un dono del re al suo uomo fidato. John venne consacrato il 24 settembre insieme a Giles de Braose che venne consacrato vescovo di Hereford per mano di Hubert Walter nell'Abbazia di Westminster.

## Il vescovo al servizio di re Giovanni
Quando era vescovo John de Gray continuò a raccogliere denaro per conto del re e saltuariamente anche delle regalie quali garanzie per ripagare alcuni prestiti, in altri momenti si occupò anche di amministrare la giustizia reale. Nel 1203 John de Gray accompagnò Walter ed altri legati papali in una missione diplomatica alla corte di Filippo II di Francia che si risolse in un nulla di fatto. Filippo infatti chiedeva che i suoi nipoti Eleonora di Bretagna e Arturo I di Bretagna gli fossero riconsegnati, giacché si trovavano prigionieri di Giovanni, insieme a tutte le terre continentali di proprietà della corona inglese. Giovanni rifiutò, i ragazzi rimasero in catene, le terre non vennero cedute e Filippo invase la Normandia dopo che i delegati furono tornati in Inghilterra.
Nel 1203 parte dei cavalieri di John fu mandata a Le Vaudreuil come organici alla guarnigione che vi era di stanza sotto la guida di Robert Fitzwalter, nonostante le truppe fossero ben fornite e Giovanni stesse spedendo loro altri rinforzi nell'estate dello stesso anno furono costretti ad arrendersi agli uomini di Filippo dopo un breve assedio. Quando Giovanni abbandonò la Normandia lasciando il ducato nelle mani di Filippo John fu uno dei pochi uomini che dal porto di Barfleur riaccompagnarono il re in patria.
Quando in quel periodo morì Walter la carica di arcivescovo di Canterbury rimase vacante e Giovanni volle darla a John de Gray, dando inizio a una lunghissima disputa con papa Innocenzo III.
Dopo la morte di Walter l'elezione di un successore fu impedita da una serie di dubbi circa la procedura corretta da usare, una cosa che succedeva quasi regolarmente in questi casi. Mentre Giovanni rimandava la decisione una delegazione di monaci del capitolo si recarono a Roma per chiedere consiglio al papa. I vescovi della provincia reclamavano il diritto di dire la loro su chi veniva eletto, che doveva comunque essere a loro superiore, mentre i monaci del capitolo, mentre i monaci, secondo il diritto canonico, avrebbero potuto eleggere autonomamente un successore. Anche Giovanni volle dire la sua dal momento che l'Arcivescovo era un uomo molto influente e tradizionalmente uno dei maggiori consiglieri del re.
Mentre i vescovi erano a Roma i monaci elessero per proprio conto un prelato di nome Reginaldo, che partì quindi alla volta dell'Italia per raggiungere la delegazione vescovile. Quando però Giovanni scoprì che i monaci lo avevano eletto senza consultarlo, li obbligò a deporlo e ad eleggere John de Gray al suo posto.
Alcune fonti sostengono che Reginaldo fosse eletto prima ancora che i vescovi raggiungessero Roma, altre che Giovanni avesse assicurato ai monaci un'elezione indipendente, ma dopo appena sei mesi, tempo che gli occorreva per assicurarsi la nomina di John de Gray. La cronaca successiva ad opera di Ruggero di Wendover asserisce che Reginaldo venne eletto quando Walter non era ancora stato sepolto e che solo i monaci più giovani vi avevano partecipato, ma poiché egli non era un monaco di Canterbury è improbabile che tale storia sia attendibile.
John de Gray venne designato arcivescovo l'11 dicembre 1205 e Innocenzo III si trovò quindi con due candidati per un solo incarico, nel tentativo di raggiungere un compromesso iniziò con l'invalidare entrambe le nomine il 30 marzo 1206. La motivazione per la quale la candidatura di John de Gray venne rigettata fu che non si poteva eleggere qualcuno quando c'era ancora la nomina di qualcun altro posta sotto l'attenzione papale. L'anno seguente, nel 1207, Canterbury ebbe finalmente il suo arcivescovo nella persona di Stephen Langton, che era il candidato preferito del pontefice. Giovanni non riuscì a fare buon viso a cattivo gioco e non accettò l'investitura di Langton provocando fra l'Inghilterra e il papato una frattura destinata a durare anni interi spesi nel tentativo di insediare un uomo di suo gradimento sul seggio arcivescovile.
Giovanni impedì a Langton di entrare in Inghilterra ed esiliò i monaci di Canterbury che avevano collaborato attivamente alla sua elezione, il papa quindi pose l'Inghilterra sotto Interdetto e Giovanni a sua volta rispose attuando degli enormi prelievi fiscali sulle proprietà della Chiesa, a questo seguì la scomunica di Giovanni nel 1209, Il risultato fu che molti prelati vennero esiliati o furono costretti a scappare per via delle tasse imposte dal re, tanto che nel 1209 nel paese erano rimasti solo due vescovi, John de Gray e Peter des Roches (morto il 9 giugno 1238). Questo stato di cose continuò fino al 1213 quando Innocenzo cominciò a tramare per la depozione di Giovanni. Questi allora decise di scendere a più miti consigli e a trovare un accordo.

## L'Irlanda
Dal 1209 John era andato in Irlanda come governatore per conto del re, un incarico che viene talvolta chiamato di Gran giustiziere. Forse fu inviato in Irlanda per evitare che di essere accusato di ignorare l'interdetto. In qualità di vescovo John de Gray avrebbe dovuto infatti farlo rispettare. L'Irlanda però non era stata colpita dall'interdetto ed egli quindi poteva continuare a servire il re senza irritare il papa.
Il suo compito sull'isola era di consolidare il dominio inglese anche se il suo tentativo di far applicare le leggi inglesi fallì. In quel periodo era in atto una grave lite fra Giovanni e Guglielmo de Braose, IV signore di Bramber che finì con la cattura e la morte di sua moglie Matilde de Braose, e la sua fuga in Francia. De Braose venne ospitato da Guglielmo il Maresciallo, che gli offrì asilo nelle sue terre in Irlanda.
John de Gray intimò al Maresciallo di consegnare Braose come traditore, ma questi rifiutò adducendo il fatto che egli aveva alcune terre entro le proprietà dei Braose sarebbe stato un atto di tradimento consegnare il suo signore ad un'autorità esterna. Il suo rifiuto non sembrò comunque guastare i rapporti fra lui e John visto che qualche anno dopo egli lo elogiava in una lettera diretta al re.
Nel 1210 Giovanni organizzò una spedizione in Irlanda per tentare di portare i baroni anglo-normanni sotto il suo controllo. Parlò con i sovrani locali e sembrò anche avere un certo successo, dato che alcuni di loro gli si sottomisero. Su ordine del re John de Gray costruì diversi castelli.
Nel 1211 partì dall'Irlanda, lasciando il governo dell'isola a Risteárd de Tiúit per il Galles, dove intraprese una spedizione contro i ribelli. Tornato indietro nel 1212 tenne testa ad alcune ribellioni nel nord dell'Irlanda andando a combattere contro Aodh Méith (morto nel 1230) e per questo costruì altri castelli che usò come base per gli attacchi diretti contro le terre del Clan O'Neill e in questa guerriglia patì anche alcune sconfitte come quella inflittagli da Cormac mac Art Ó Melaghlain (forse 1182-1239) nel 1212. Nel luglio 1213 gli succedette nell'incarico di governatore Henry de Loundres (morto 1228) arcivescovo di Dublino.
Uno degli ultimi atti di John come governatore fu l'assicurarsi l'aiuto di un certo numero di cavalieri irlandesi contro la minacciata invasione in Inghilterra di Filippo II di Francia.

## La pace fatta
Nella propria diocesi John de Gray pose fine a una disputa fra i monaci del suo capitolo e i suoi predecessori, facendo loro alcune concessioni che i vescovi prima di lui avevano negato.
Nel 1203 John de Gray aveva ricevuto dal papa una lettera dove egli deprecava i matrimoni contratti da alcuni diaconi e preti in vistoso disaccordo con il diritto canonico, mentre rispetto a cose più terrene egli diede il permesso alla città di King's Lynn di tenere mercato una volta a settimana e una fiera due volte all'anno.
Nel 1213 quando la minaccia d'invasione da parte di Filippo era tutt'altro che sfumata, John de Gray si rivelò ancora una volta assai abile nel mettere insieme gli uomini e i mezzi di cui Giovanni aveva bisogno. Nel mese di maggio si risolse infine l'annosa questione fra il re e il papa circa l'elezione di Langton. In quella pace fu stabilita la donazione al pontefice di Inghilterra e Irlanda, che poi egli restituì a Giovanni nominandolo suo vassallo. Questa pace fu siglata da un trattato cui John fece da testimone, tuttavia il perdono non includeva anche lui ed egli dovette partire per Roma per andare ad ottenerlo. Il perdono fu presto concesso e il papa raccomandò che John de Gray venisse eletto vescovo di Durham, ma John morì nel Poitou durante il viaggio di ritorno il 18 ottobre 1214 e fu sepolto nella Cattedrale di Norwich.

## Genealogia episcopale
La genealogia episcopale è:
- Papa Lucio III
- Papa Alessandro III
- Arcivescovo Richard of Dover
- Arcivescovo Baldwin of Forde
- Arcivescovo Hubert Walter
- Vescovo John de Gray